# Peter Dawnay
Sir Peter Dawnay (* 14. August 1904 in St. Marylebone (London); † 1. Juli 1989 in Wield, Alresford, Hampshire) war ein Offizier der Royal Navy.
Dawnay wurde 1940 Commander, 1946 Captain, 1956 Rear Admiral und 1959 Vice-Admiral. Von 1958 bis 1962 war er Flaggoffizier der königlichen Yacht Britannia.